# ケベック未来連合
ケベック未来連合（フランス語：Coalition Avenir Québec、略称：CAQ）は、カナダ・ケベック州のケベック・ナショナリズム、自治主義、保守的な州政党である。
ケベック未来連合は、ケベック党（PQ）元閣僚のフランソワ・ルゴーと実業家シャルル・シルワによって2011年11月に設立された。ルゴーは現在も党首を務めており、現在のケベック州首相である。党のメンバーには、ケベックのナショナリストもカナダ連邦主義者も含まれている。ルゴーは、CAQが主権を問う住民投票を支持することは決してないと明言しており、党としてケベック独立を明確に支持してはいないが、必要に応じてカナダ内での自治権拡大を目指すとしている。設立から間もなくして、ケベック党およびケベック民主行動党（ADQ）から選出された9人の現職州議会議員（MNA）がCAQに参加。ADQはその後、2012年1月にCAQと合併した。ケベック未来連合は、ケベック州選挙管理局に「Coalition avenir Québec – L'équipe François Legault（ケベック未来連合―フランソワ・ルゴー・チーム）」の名称で登録されている。
2018年10月1日、CAQはケベック州議会で過半数の議席を獲得し、初めて政権を樹立し、2022年の総選挙では、その過半数をさらに拡大している。